# Vriesea lutheriana
Vriesea lutheriana là một loài thực vật có hoa trong họ Bromeliaceae. Loài này được J.R.Grant miêu tả khoa học đầu tiên năm 1992.